# Altismo
Altismo é um neologismo composto do adjetivo alto seguido do sufixo -ismo, cunhado a partir da palavra da língua inglesa heightism. Altismo refere-se, portanto, a um específico tipo de discriminação baseada na estatura dos seres humanos. Em princípio, pode significar tratamentos desfavoráveis em face de pessoas anormalmente baixas ou altas.
Pesquisas recentes demonstram que em quase todas as sociedades modernas há comportamentos discriminatórios em detrimento de pessoas de baixa estatura. De fato, o altismo é identificado em diversas situações da vida social, como o bullying entre crianças e adolescentes (indivíduos mais baixos sofrem mais), na busca de emprego (pessoas mais baixas têm menos oportunidades e salários mais baixos) ou no comportamento sexual, especificamente na escolha de parceiros, em que a alta estatura é vista como um forte atrativo. Estudos quantitativos com mulheres mostraram que há uma clara preferência por homens altos, com uma alta percentagem indicando que parceiros muito mais baixos que a média são considerados inaceitáveis.